# جوبای سفلی
جوبای سفلی (به عربی: جوبا السفلی) یک منطقهٔ مسکونی در سومالی است که در جوبالند واقع شده‌است. جوبای سفلی ۲۶۷٬۰۰۰ نفر جمعیت دارد.